# 二氧化碲
二氧化碲化学式TeO2，是一种白色固体，加热变黄。其有两种晶型，无色四面体结晶的副黄碲矿是四方晶系的α-TeO2，黄色的单斜矿石黄碲矿是β-TeO2。对于二氧化碲性质的研究多基于α-TeO2。

## 制备
二氧化碲可由元素直接化合得到：
Te + O2 → TeO2
或由亚碲酸H2TeO3热分解，或碱性硝酸盐Te2O4·HNO3在400°C以上热分解制得。

## 性质
二氧化碲于732 °C时熔化，形成红色液体。
二氧化碲因其两性溶于酸碱，微溶于水，在pH=4.0时溶解度最小。TeO2可被强氧化剂氧化为碲酸或碲酸盐。

## 应用
二氧化碲应用于声光器件。由于α-TeO2具有双折射性和旋光特性，旋光度为87°/mm，沿＜110＞方向传播的声速仅为616m/s，所以是一种高品质的声光材料。二氧化碲用于制造特殊性能的玻璃。碲玻璃具有高折射率，能穿透中红外波段的电磁波。

## 安全性
二氧化碲可能的致畸。
摄取二氧化碲后呼出的气体有一股大蒜臭味，这是由于其代谢生成了乙基碲。